# 毛芒颖鹅观草
毛芒颖鹅观草（学名：Roegneria aristiglumis var. hirsuta）为禾本科鹅观草属下的一个变种。

## 扩展阅读
- 維基物種上的相關：毛芒颖鹅观草